# 1822 na ciência

## Nascimentos
| Data          | Nome                   | Profissão  | Nacionalidade     | Observações                                                  | Ref         |
| ------------- | ---------------------- | ---------- | ----------------- | ------------------------------------------------------------ | ----------- |
| 30 de janeiro | Franz Ritter von Hauer | geólogo    | Império Austríaco | m. 1899 Medalha Wollaston 1882                               | [ 1 ]       |
| 11 de março   | Joseph Bertrand        | matemático | Reino da França   | m. 1900                                                      | [ 2 ]       |
| 21 de agosto  | John Fritz             | engenheiro | Estados Unidos    | m. 1913 Medalha John Fritz 1902 Medalha Elliott Cresson 1910 | [ 3 ] [ 4 ] |

## Mortes
| Data         | Nome                          | Profissão              | Nacionalidade   | Observações | Ref |
| ------------ | ----------------------------- | ---------------------- | --------------- | ----------- | --- |
| 10 de maio   | Paolo Ruffini                 | médico e matemático    | Itália          | n. 1765     |     |
| 19 de agosto | Jean Baptiste Joseph Delambre | matemático e astrónomo | Reino da França | n. 1749     |     |

## Prémios
Medalha Copley
- William Buckland[5]